# Ren'Py
Ren'Py is een freeware engine voor het maken van visuele romans. De naam is een porte-manteauwoord van Renai (恋愛), het Japanse woord voor liefde, en Python, de programmeertaal dat Ren'Py gebruikt.

## Functies
Ren'Py biedt de mogelijkheid om vertakkende verhalen te maken, systemen voor bestanden op te slaan, terug te gaan naar eerdere punten in het verhaal, verschillende scèneovergangen, DLC, etc. De engine maakt het ook mogelijk om videos af te spelen voor zowel scherm vullende videos als geanimeerde sprites, in-engine animatie te gebruiken en het aapassen van de gebruikersinterface. Ren'Py scripts hebben een screenplay-achtige layout en geavanceerde gebruikers kunnen zelf nieuwe functies toevoegen aan de hand van Python-code. Daarnaast zijn er hulpmiddelen in de engine voor het voorkomen van piraterij.
Ren'Py is gebaseerd op pygame. De SDK wordt officieel ondersteund op Windows, recente versies van macOS en Linux. Met Ren'Py kan men spellen maken voor Windows, MacOS, Linux, Android, OpenBSD, IOS en HTML5 met WebAssembly.

## Ontvangst
Ren'Py werd aanbevolen als een tool voor het ontwikkelen van computerspellen door Indie Games Plus, MakeUseOf, PC Gamer en The Guardian. De engine is ook gebruikt om les te geven.

## Lijst van bekende spellen gemaakt met Ren'Py
- Doki Doki Literature Club!
- Katawa Shoujo
- Milk Inside a Bag of Milk Inside a Bag of Milk
- Slay the Princess
- One Night Stand
- Digital: A Love Story
- Analogue: A Hate Story
- Coming Out on Top
- A Date with Death
- Fault Milestone One
- Heart of the Woods
- Loren the Amazon Princess
- Our Life: Beginnings & Always
- Everlasting Summer
- Highway Blossoms